# Колювій

Принципова схема положення розсипищ в розрізі річкової долини.
Букви: а- корінні дочетвертинні породи (плотик);
b- алювій, що не містить корисного компоненту, або збіднений ним (торфа);
c- колювіальні відклади;
d- жильні утворення з корінними рудопроявами;
e- алювій, збагачений корисним компонентом (пісок)

Колювій (рос. коллювий, англ. colluvium; нім. Kolluvialboden m, Kolluvium n) — уламковий матеріал обвалів, осипів, що нагромаджується на схилах та біля підніжжя гір; в широкому значенні — всі відклади, що виникають шляхом накопичення і зміщення вниз по схилу продуктів руйнування гірських порід; складають притулені до нижьої частини схилів шлейфи. У більш вузькому значенні — тільки обвальні і осипові накопичення з грубого щебеню, що утворюються біля підніжжя крутих схилів; в цьому значенні протиставляється делювію.

## Порівняння з алювієм
Визначення колювію та алювію взаємозалежні і залежать одне від одного. Розмежування між ними важливе для того, щоб правильно визначити геоморфні процеси, що відбувались у певній геологічній обстановці. Намив - це пісок, глина або інший подібний руйнівний матеріал, що відкладається проточною водою.  Різниця між колювієм та алювієм пов’язана із залученням проточної води. Намив конкретно відноситься до геоморфних процесів, пов’язаних з проточною водою, тому нанос, як правило, є дрібнозернистою глиною та муловим матеріалом, який здатний захоплюватися у водних потоках і врешті-решт осідати. З цих самих причин алювій також є загально добре сортованим матеріалом, а колювій - ні.